# 月とライカと吸血姫
『月とライカと吸血姫』（つきとらいかとノスフェラトゥ、Луна, Лайка и Носферату）は、牧野圭祐による日本のライトノベル。イラストはかれいが担当しており、『ガガガ文庫』（小学館）から2016年12月20日から2021年10月19日まで刊行された。
冷戦期の宇宙開発競争をモデルに、吸血種族「ノスフェラトゥ」が人類と共に月を目指す姿を描く。『このライトノベルがすごい!』では2018年版で文庫部門第4位を受賞。2022年には第53回星雲賞にて日本長編部門を受賞した。
メディアミックスとして、日本の音楽グループ『H△G』とのコラボレーションでスピンオフの『星町編』をWeb連載し、ライブ内で声劇化。このほか、漫画化やアニメ化がなされている。

## あらすじ

### 共和国編（第1巻 - 第2巻）
宇宙飛行士候補生であるレフ・レプスはチーフ技術者よりある任を受ける。人類初の宇宙飛行に向けて、無重力下での人体への影響を見たいと。しかし、実験も無しではリスクが大きすぎる。そのために、吸血鬼を実験動物として打ち上げるので、訓練の付き添いをしてほしいというのである。
吸血鬼の名前はイリナ・ルミネスク。17歳の少女であった。2人の出会いこそ、史上初の宇宙飛行士誕生につながっていく。

### 連合王国編（第3巻 - ）
共和国のレプス・ルミネスクショックによって、連合王国は大きく出遅れてしまった。初の有人飛行では飽き足らず、月着陸を目標に新たなプロジェクトが動き出す。
ANSAの新米技術者、バート・ファイフィールドの配属されたDルーム室長は、新血族種のカイエ・スカーレットであった。コンピュータでの計算をもとに、連合王国は軌道飛行の成功を目指す。

### 星町編
1964年、星町、星祭りの夜。宇宙に夢を見る高校2年生の少女ミサは、見た目で吸血鬼と噂される少女アリアと出会い、不思議な星巡りの旅を体験する。その旅の中で、ミサは喧嘩をして音信不通になってしまった幼なじみカレンとの、とある出来事を思い出していく。

## 登場人物

### 共和国編の登場人物
「声」はテレビアニメ / オーディオブックにおける担当声優。
イリナ・ルミネスク
声 - 林原めぐみ / 大久保瑠美
本作の主人公。吸血鬼の少女。人間の代わりに宇宙飛行をさせる実験体として『ライカ44』に連れて来られた。人間を嫌っていたが、レフと心を通わせていく。高所恐怖症。アルコールに弱くてすぐに酔う。炭酸水と茱萸の実の浸酒を好む。スケートが上手い。史上初の宇宙飛行士を目指すが史上初の宇宙飛行士は吸血鬼ではなく人間であるべきという国家の事情に諦観している。誕生日は9月19日。
史上初の宇宙飛行士は吸血鬼ではなく人間であるべきという国家の事情に振り回された末、一時的にレフと離れ離れになってしまったもののアーニャの尽力により彼女の庇護下で生活することになる。実力で正真正銘の史上初の"人間の"宇宙飛行士となったレフを祝福しつつも自分の成功が無かったことにされている現状に苦しむ中、全世界に生中継される式典でイリナの成功を全世界に発表したレフの行動に歓喜、皆が注目する中でついにレフと再会することに成功する。
自分の言葉で宇宙について人々に語った後は今まで通りレフと行動を共にしており、レフ同様に世界に変革を促す存在と見なされるようになる。
レフ・レプス
声 - 内山昂輝、神戸光歩（少年） / ランズベリー・アーサー
共和国の宇宙飛行士候補生（本来は候補生であったが部下を虐待する上官を突き飛ばしたことで補欠へ降格されている）。実験体である吸血鬼の少女・イリナの訓練＆監視係に任命される。『雪融けのレフ』と呼ばれるほどの熱く純粋な性格。ジャズバーで蒸留酒をよく飲んでいる。忌み嫌われし異種族であるイリナと共同生活することで、互いの心が通じていき人々が信じてきた吸血鬼の恐怖が全て出鱈目だったことに気付く。
史上初の宇宙飛行士は吸血鬼ではなく人間であるべきという国家の事情に振り回された末、一時的にイリナと離れ離れにされてしまう。実力で正真正銘の史上初の"人間の"宇宙飛行士となった際、史上初の宇宙飛行士は人間であるべきという国家の方針によりイリナの功績がもみ消されてしまうことに苦悩することになる。真実を明かせば自分どころか家族までも巻き込んでしまうと悩む中、父親に叱咤激励されたことでイリナのために動くことを決意、全世界に生中継される式典を利用して「史上初の"人間の"宇宙飛行士は自分、ただし史上初の宇宙飛行士は吸血鬼のイリナ」と皆の前で真実を告白、全世界が注目する中でイリナとの再会に成功したことで人間と人間以外の種族が区別されている世界に変革を促す存在と見なされるようになる。
アーニャ・シモニャン
声 - 木野日菜 / 四月一日佳穂
空軍医学研究所所属の研究員。専門は吸血鬼の生態研究でイリナのデータ採取係。イリナを「イリニャン」と呼び、呆然とさせた。明るく物怖じしない性格だが、実は孤独な生い立ち。人間嫌いだったイリナと友情を育み、彼女の背中を押す。
ミハイル・ヤシン
声 - 日野聡 / 不明
共和国の宇宙飛行士候補。レフやローザと『人間史上初』の宇宙飛行士の座を懸けて争う。冷静沈着、容姿端麗。家柄は良く、成績はトップ。テストパイロットとしても優秀と、非の打ち所がない。欠点があるとしたらプライドの高さ。
当初はレフを見下すどころか相手にもしていなかったが、他人を見下さず大切な人のためなら我が身を捨ててでも行動するレフに次第に感化されていく。レフが『人間史上初』の宇宙飛行士に選ばれた際は嫉妬を覚えるも、恥をかいてでも自分の気持ちに偽らないレフの魅力に気づき、レフの親友となる。
内部闘争と腐敗により共和国が連合王国に差をつけられていく中、共和国の命令によりローザと結婚する予定となるが、起死回生を狙った共和国による無謀な宇宙飛行計画に振り回される形で帰らぬ人となる。
ローザ・プレヴィツカヤ
声 - 小松未可子 / 四月一日佳穂（2巻まで）、廣川来美（5巻から）
共和国の宇宙飛行士候補で唯一の女性。レフたちと『人間史上初』の宇宙飛行士の座を懸けて争う。『サングラードの白薔薇』の異名を持ち、戦闘機の操縦能力はトップクラス。いつも強気で孤高を貫いているが、その態度は、解決できない悩みを抱えていることの裏返しである。レフへの対抗意識やイリナへの差別意識をはっきり表明し機会を見つけては嫌味を述べる中、訓練中の体調不良で命を落としかけた自分を救ったレフの行動で態度が軟化、レフが心の底から自分たちを仲間だと感じていることを信用し、それまでの自身の言動を謝罪した。
内部闘争と腐敗により共和国が連合王国に差をつけられていく中、共和国の命令によりミハイルと結婚する予定となるが、起死回生を狙った共和国による無謀な宇宙飛行計画に振り回される形でミハイルを失う。
スラヴァ・コローヴィン
声 - 土師孝也 / 蒔村拓哉
共和国の科学者。宇宙開発全般をひとりで取り仕切っている重要人物。国家機密として名前や存在を秘匿されており、「チーフ」と呼ばれる彼の正体を知る者は少ない。連合王国からは『東の妖術師』として恐れられている。病を患っている。見た目は怖いが情に厚い、夢追い人。
かつては他派閥から冤罪を着せられ炭鉱送りにされたことがあるため、高齢でも筋骨隆々な部分が残っている。一方で炭鉱時代に患った病気や冤罪をきせた他派閥が今でも共和国で処分されないほど重職を担っていることへのストレスに悩んでおり、健康面では不安も多い。イリナのことは本当に大切に思っており、破天荒なレフの言動も爽快感を覚えるほど気に入っている。
ヴィクトール中将
声 - てらそままさき / 蒔村拓哉
訓練センター長官で、宇宙飛行士候補生の監督責任者。大戦の英雄。額の傷は大戦時についた。見た目は怖く、中身も厳しい。宇宙への夢や情熱は薄く、規則と命令に従って候補生を育てる厳粛な軍人だったが、レフやイリナたちと長期間を過ごすことで思いを共にするようになる。
実は若い頃は敵に捕らえわれた自軍の捕虜を自ら救助しに行ってしまうなど破天荒であったらしく、レフが命懸けでローザを救った際には非常に感動し自分の思い出話を上機嫌で熱く語りレフを驚かせた。ミハイルやローザの長所短所も理解しており、次第に候補生たちに親心に近いものを抱いていく。
ナタリア
声 - 井上喜久子 / 不明
共同宿舎の寮母。メガネをかけた田舎っぽい素朴な女性。料理が上手く、彼女の作るブリュシチは職員に愛されている。その正体は運送屋であり、レフとイリナを陰ながら見守る反面、自ら正体を明かしたレフに対しては「忘れるように」と笑顔で口止めしている。
フョードル・ゲルギエフ第一書記
声 - 緒方賢一 / 金光宣明
共和国の最高指導者。表向きは連合王国に勝利することだけを考え、気分屋で思ったことを独断で実行しようとする陽気な指導者を演じている。周囲の評価としては、躁鬱が極端に激しいが宇宙開発で連合王国に勝っているあいだは常に躁状態であり、二枚舌、三枚舌で、息を吐くように嘘をつく人物と見なされている。
その正体は非常に計算高く冷静な政治家であり、全世界を停滞から救い革命を起こす存在の出現を願っている。前政権が2000万という膨大な粛清を行ったことで共和国の人材が危機的状況であることを理解しており、連合王国に勝利するよりも前政権残党と運送屋の力を削がなければ共和国が連合王国と戦うことすらできなくなる現状の打破を狙っている。
イリナには特段の思い入れはなかったが、各派閥がイリナの処分と保護で対立したことで何らかの決定を求められる。後にレフが全世界にイリナの成功を告白するまでの一連の騒動を利用、レフとイリナを世界に変革を促す存在として祭り上げられるように御膳立てした。
リュドミラ・ハルロヴァ
声 - M・A・O / 関山美沙紀
ゲルギエフの側近、文章担当秘書官。実質は作戦参謀であり、ゲルギエフは全幅の信頼を寄せている。学生時代に連合王国に留学していた。誰に対しても飄々としており、裏で何を考えているか分からない。甘い物が好きでアイスや苺の甘露煮をいつも食べている。
モジャイスキー博士
声 - 青山穣 / 不明
生体医学研究所主任。数々の動植物実験を行い、何匹もの犬を宇宙へ送り込んだ実績を持つ。史上初めて地球軌道へと実験犬・マールイを打ち上げたときは、確実に死ぬことが分かっており、涙を流した。
サガレヴィッチ副長官
声 - 樫井笙人 / 不明
訓練センター副長官。「吸血鬼は呪われた種族であり、穢れたモノ」と考え、イリナに対して虐待ともとれる訓練をする。レフからは煙たがられ、誰からも好かれていないが、本人はまったく気にしていない。
フランツ・フェルツマン
声 - 山谷祥生 / 不明
訓練センターで機器の操作を担当する青年技師。レフとは年齢が近いこともあり、仲のいい友人。清潔で真面目な性格。サガレヴィッチの横暴を嫌っているが、部下なので口答えは出来ず、ただ命令に従う。
その正体は他派閥の命令でイリナの失敗を目論んでいた一人。訓練中の機器トラブルを利用してイリナを亡き者にしようとしていたがレフが機器そのものを破壊したことで失敗。運送屋によって処分されることとなった。
クセニア・コローヴィナ
声 -不明 / 廣川来美
コローヴィンの娘。父親譲りの強気で堂々として気丈な性格。レフとイリナと初めて会ったとき、国民的英雄と吸血鬼相手なのに全然怯まず、機銃のような勢いでタメ口で話した。レフは彼女と話すとき何故か敬語になってしまう。ロックが好きで、家のピアノでよく弾いている
セミョーン・アダモフ
声 - 浦尾岳大 / 白石兼斗
共和国の宇宙飛行士。レフたちと同じ『夢の6人』のひとり。史上初の宇宙遊泳を成し遂げる。共和国の宇宙飛行士で一番陽気な性格で、レフとイリナをくっつけようとしたり、イリナを酔わせるためにアルコールを勧めたりする。
ユスティン
声 - 白石稔 / 不明
ジョレス・リムスキー
声 - 夏目響平 / 不明

### 連合王国編の登場人物
「声」はオーディオブックにおける担当声優。
バート・ファイフィールド
声 - 馬場惇平
ANSA所属の技術者。連合王国史上初の宇宙飛行士である兄アーロンを心から尊敬すると同時に何をしても兄と比べられる自らの境遇により兄に対するコンプレックスがある。基本的に不運で、当時は未知の道具であるコンピューターを扱う部署に派遣され、新血種族の才媛・カイエと共に国家の広告塔に任命されてしまう。小型衛星コンテストの記録保持者。
新血種族だけで構成されていることに加え、女性だけの職場に配属されたことで当初は職場へ行くのをためらっていたがカイエを通し次第に皆と交流を深めていく。新血種族への偏見を全くもっていなかったというバート自身の美徳もあり次第に自分の居場所がカイエたちと共にあると考えるようになるが、国中に蔓延する新血種族への弾圧運動に対して無力さを露呈、一時は職場から新血種族が追い出される中で己の非力さに立ち止まってしまう。無力感に悩む中、アーロンから叱咤激励を受け、バートが目指すレフとイリナが英雄視されている所以、我が身を捨ててでも大切な人を守ろうとした二人の行動を全世界が評価しているのだと教えられる。兄も家族も自分を信じてくれているのだと理解したことで行動を開始、連合王国の宇宙開発成功に乗じて新血種族と共に行進をはじめ連合王国を支える新血種族の功績を国中に訴えることに成功、人間と新血種族が共に宇宙を目指す国家体制が成立へとの一歩となった。
カイエ・スカーレット
声 -下屋則子（2巻まで）、古賀葵（3巻から）
ANSA所属の技術者。人間から差別を受ける新血種族。映像記憶能力がある天才で、コンピューターを操る。集中しすぎると周りが見えなくなり、段差からよく落ちる。本当は月が大好きだが、母親が人間によって命を奪われた末に新血種族同士の抗争での落命して人間の警官達に真実を隠蔽されるというトラウマにより「月が大嫌い」と嘘をついている。人間との協調を信じていないため、人間に対しては表面上のみ好意的に接していたが、バートと交流することで本当の気持ちを明かせるようになる。
満月の夜に血液を求める衝動が強くなるという新血種族特有の個性に悩んでおり、自傷行為で自分の血液を吸う形で抑え込んでいる。己の自傷行為を見ても優しく開放してくれるバートに心惹かれる中、カイエの自傷行為を悪意をもって宣伝する報道機関によって国中で新血種族に対する弾圧活動が活性化していまう。一時は職場から新血種族が追い出されてしまったことで自らの責任に悩み続けるが駆け付けたバートにより自分の本心から逃げないことを決意、連合王国の宇宙開発成功に乗じて新血種族と共に行進をはじめ連合王国を支える新血種族の功績を国中に訴えることに成功、人間と新血種族が共に宇宙を目指す国家体制が成立へとの一歩となった。
サンダンシア・ソフィ・アリシア女王
声 - 中井美琴
連合王国の若き女王。知識も経験も足りないまま女王となったせいで自信がなく、自分の意見を言えず、周りからは美しくて若いだけのお飾りだと思われている。万博でレフやバートたちと話したことがきっかけで変化を見せる。犬とアップルパイが好き。
ジェニファー・セラーズ
声 - 三重野帆貴
ANSA本部、広報室所属。『アーナック・ワン』の広告塔となったバートとカイエの世話係。一般的なアーナック国民と同じで新血種族に対して壁を作り、カイエに冷たく接するが、次第に変わっていく。若い２人をからかうのが趣味。留学中のリュドミラと同じ大学に在籍していた
アーロン・ファイフィールド
声 - 白石兼斗
バートの兄。連合王国初の宇宙飛行士であり、国民的英雄。愛国心に溢れ、アーナック人が理想とする男性を体現している。バートはアーロンを尊敬しているが、一方で常に比較されるので肩身が狭い。弟思いのいい兄貴。
ブライアン・デイモン
声 - 金光宣明
ANSAのオペレーション部門長、フライトディレクター。宇宙への興味よりも、共和国に対する競争心のほうが強い。バートには温情の欠片もなく接する。冷たく厳しいが、成果を出せば新血種族だろうと認める完全実力主義者。
ミア・トリアドール
声 - 中井美琴
ANSAのDルーム所属の職員。人間に対して壁を作り、バートには単語でしか話してくれない。とっつきにくいが、じつは面倒見がよく、さらに有能で、カイエから信頼されている。悪戯好きでカイエやバートを困らせる。
スティーヴ・ハワード
声 - 白石兼斗
連合王国初の有人軌道飛行を成し遂げた宇宙飛行士。テストパイロット時代には超音速機で大陸横断飛行の記録を樹立した国民的英雄のひとり。軍人気質で性格や外見ともにワイルド。操縦の腕が不要になるコンピューターを憎み、新血種族を嫌悪し、カイエにつらく当たる。
リベルテ・スカーレット
カイエの母。人間居住区で清掃員の仕事をしていたが、カイエが幼い頃に亡くなった。名前の由来は『自由』。特異な才能をもって生まれたカイエを全肯定し、吸血鬼始祖の血を引くことに誇りを持って強く生きるように育てた。
ドミニク・スカーレット
カイエの父。港湾の作業員。密造酒を浴びるように飲む。スキンヘッドで筋肉質の強面。カイエに近づく人間のバートを警戒している。人間の世界で生きるカイエを心の底では応援しながらも、妻を亡くした傷は癒えておらず、素直に認められない、不器用でぶっきらぼうな男。
ククーシュカ
連合王国のサンダンシア女王の愛犬。宇宙飛行をした共和国の猟犬が産んだ子で、ゲルギエフが偉業を自慢するためにサンダンシアに送りつけた。大人や権力者に囲まれているサンダンシアが悩みを吐露できる唯一の話し相手。
オリバー・ キッシング
声 - 蒔村拓哉
ネイサン・ルイス
声 - 金光宣明
連合王国宇宙飛行士育成室の室長。アーロンやオデット（声 - 中井美琴）の上司。

### 星町編の登場人物
「声」は声劇における担当声優。
ミサ
声 - 伊達朱里紗
極東の島国にある星町に住む、高校2年生の少女。宇宙関係の仕事に就きたいと考えているが、自分に自信がなく、誰にも夢を言えずにいる。幼なじみと喧嘩別れしてしまい、学校に友達がおらず、孤独に生きている。レフとイリナが来訪したとき、著書『宇宙への旅路』にサインを貰った
アリア
声 - 天海由梨奈
ミサと同じクラスに外国から転校してきたが、一度しか出席していない。人間離れした美しい外見のせいで「吸血鬼」と級友に陰口を叩かれ、それが原因で不登校なのではとミサは思う。ミサを不思議な星巡りの旅に誘う。クールでハッキリと物事を言う性格で、ミサはタジタジになる。
カレン
ミサの幼馴染。内気なミサにとっての唯一の親友だったが、中学卒業と同時に転校していった。容姿端麗、頭脳明晰、運動神経も抜群で人気者という完璧さだが、牛乳が飲めない。宇宙技術の開発者になることを夢見ている。

## 地名
ツィルニトラ共和国連邦
東側の超大国。連合王国とは宇宙開発において熾烈な争いを繰り広げる。政権により完全な情報統制が行われており、国家に対する忠誠が疑われると判断された者は容赦なく粛清されるという恐怖体制で成り立っている。国民を堕落させるという名目で連合王国の文化どころか娯楽そのものがほとんど普及を許されておらず、わずかに許された酒や音楽程度でさえも贅沢に該当する。前政権と運送屋により２０００万という膨大な人材が失われる中、ようやくゲルギエフによって改革が進行、国家を衰弱させている前政権残党と運送屋の力を削ぐべく宇宙開発競争に国家全体で挑む姿勢を選んでいる。当初は各々の研究チームが競い合う環境が功を奏し連合王国に先駆けて宇宙開発競争で優位にたつ。レフとイリナという誰もが予想していなかった英雄たちも誕生し、連合王国でさえも共和国連邦の実力を認める中で次第に国家としての問題点が露呈してしまう。予算を得るべく各々の研究チーム成果ではなく政治家とのつながりを重視、完全な情報統制によって不都合な情報を現場レベルで消されることが恒常化、安全性に欠ける実験でさえも普通に行われてしまい、かつての連合王国に対する優位性は過去のものとなった。
ライカ44
ツィルニトラ共和国連邦の都市。情報統制により存在しないことになっており、共和国連邦の宇宙開発は基本的にライカ44にて行われている。

アーナック連合王国
西側の超大国。共和国連邦とは逆に自由を謳っており、国民一人一人の生活水準や教育水準も高く娯楽も非常に充実している。新血種族に対する差別が常識として蔓延しており、人間が新血種族の命を奪ったとしても新血種族による同士討ちとして警察が処理するという異常事態がまかり通っている。国家戦略として吸血鬼と協力して宇宙開発に成功したと宣言した共和国連邦に対抗し、法律で新血種族への差別が禁止されるという改革が始まっているが成果はあまり出ていない。当初は宇宙開発の成功どころか新血種族との和解すら大半の公民が信じていなかったが、レフとイリナが英雄と見なされる所以をアーロンから聞かされたバートの奮起により世論は一気に変動、カイエとバートを中心とした大行進の成功により人間と新血種族が共に宇宙を目指す国家体制が成立した。

## 制作背景
著者は『下町ロケット』のCMを視聴をしたことから本作の着想を得ており、そこから『ドラゴンクエスト』のような世界でロケットを作成して宇宙を目指す物語を担当編集者に伝えたところ、反応が良かったことから資料を探し始める。そして試行錯誤を重ねたうえで、人間の中に混じる吸血鬼を人間寄りの世界に沿った世界観で組み込むという設定に決まっていった。
本作は完全な空想ベースではなく、ある程度実際の史実に基づいて描かれている。これはリアリティが出ることや、変に嘘くさい感じにしたくなかったという著者自身の意図によるものである。

## 既刊一覧

### 小説
- 牧野圭祐（著） / かれい（イラスト） 『月とライカと吸血姫』 小学館〈ガガガ文庫〉、全7巻
  1. 2016年12月20日発売[10]、ISBN 978-4-09-451647-0
  2. 2017年4月20日発売[11]、ISBN 978-4-09-451672-2
  3. 2018年2月20日発売[12]、ISBN 978-4-09-451720-0
  4. 2018年9月19日発売[13]、ISBN 978-4-09-451752-1
  5. 2019年8月21日発売[14]、ISBN 978-4-09-451804-7
  6. 2021年3月18日発売[15]、ISBN 978-4-09-451886-3
  7. 2021年10月19日発売[16]、ISBN 978-4-09-453037-7
- 牧野圭祐（著） / かれい（イラスト） 『銀河鉄道の夜を越えて 月とライカと吸血姫 星町編』小学館（ガガガ文庫）、2020年3月18日発売[17]、ISBN 978-4-09-451831-3

### 漫画
講談社のウェブコミックサイト『コミックDAYS』に2018年3月8日から2023年3月3日まで連載された。作画は掃除朋具が担当。
- 牧野圭祐（原作） / かれい（キャラクター原案） / 掃除朋具（作画） 『月とライカと吸血姫』 講談社〈モーニングKC〉、全2巻
  1. 2018年11月14日発売[18]、ISBN 978-4-06-513165-7
  2. 2023年8月8日発売[19]、ISBN 978-4-06-531660-3

### オーディオブック
ガガガ文庫と声優事務所の81プロデュースが組んでオーディオブックを提供していくこととなり、初回配信タイトルに第1巻が含まれ、以降各巻が配信されている。地の分の朗読は関山美沙紀、それ以外は#登場人物を参照。
- 2019年4月12日配信のオーディオブック化の第1弾に第1巻[20]。
- 2021年1月20日配信のオーディオブック化の第22弾に第2巻[21][22]。
- 2021年10月20日配信のオーディオブック化の第31弾に第3巻[23][24]。
- 2021年11月22日配信のオーディオブック化の第32弾に第4巻[25][26]。
- 2022年10月20日配信のオーディオブック化の第43弾に第5巻[27][28]。
- 2022年11月21日配信のオーディオブック化の第44弾に第6巻[29][30]。
- 2024年1月22日配信のオーディオブック化の第58弾に第7巻[31][32]。

## コラボレーション
- 赤月ゆに - コラボイラストが第4巻の電子版に特典として収録された[33]
- H△G - ワンマンライブ「銀河鉄道の夜を越えて」× 声劇『月とライカと吸血姫／星町編』（2019年）

## テレビアニメ
2021年3月にテレビアニメ化が発表され、同年10月から12月までテレビ東京ほかにて放送された。シリーズ構成は原作者自らが務める。ナレーションは東地宏樹。

### スタッフ
- 原作・シリーズ構成 - 牧野圭祐[5]
- 監督 - 横山彰利[5]
- 助監督 - 川口太詩[8]
- キャラクター原案 - かれい[5]
- キャラクターデザイン - 加藤裕美[5]
- 美術監督 - 金子雄司[5]
- 美術デザイン - 平澤晃弘[8]
- プロップデザイン - 岩畑剛一、鈴木典孝、ARVO-DESIGN[8]
- 色彩設計 - 松山愛子[8]
- 撮影監督 - 今泉秀樹[8]
- 編集 - 廣瀬清志[8]
- 音響監督 - 濱野高年
- 音楽 - 光田康典[8]
- 音楽プロデューサー - 臼倉竜太郎
- 音楽制作 - ランティス
- チーフプロデューサー - 仲吉治人、備前島幹人
- プロデューサー - 山川貴広、近藤秀峰、伊藤直子、丸山創
- アニメーションプロデューサー - カルキ・ラジーブ
- アニメーション制作 - アルボアニメーション[5]
- 製作 - 「月とライカと吸血姫」製作委員会（バンダイナムコアーツ、小学館、ADKマーケティング・ソリューションズ、BS日本）

### 主題歌
「緋ノ月」
ALI PROJECTによるオープニングテーマ。作詞は宝野アリカ、作曲・編曲は片倉三起也。
「ありふれたいつか」
Chimaによるエンディングテーマ。作詞・作曲はChima、編曲は永見行崇とChima。

### 各話リスト
| 話数   | サブタイトル         | 脚本     | 絵コンテ          | 演出                | 作画監督                                                                               | 総作画監督                                            | 初放送日       |
| ------ | -------------------- | -------- | ----------------- | ------------------- | -------------------------------------------------------------------------------------- | ----------------------------------------------------- | -------------- |
| 第1話  | ノスフェラトゥ計画   | 牧野圭祐 | 横山彰利          | 北川正人            | 清水博幸 反町司 飯飼一幸 小澤円                                                        | 加藤裕美                                              | 2021年 10月4日 |
| 第2話  | 宇宙飛行士への道     | 牧野圭祐 | 横山彰利          | 木村佳嗣            | 宮かなえ 能地清 森悦史 塩澤枢                                                          | 加藤裕美 反町司                                       | 10月11日       |
| 第3話  | 夜間飛行             | 伊神貴世 | 須永司            | 下司泰弘            | 小澤円 遠藤省二 重松晋一 輿石暁 斎藤大輔 河村涼子 池田竜也                             | 加藤裕美 反町司 渕脇泰賀 内田利明 橋口翔太郎          | 10月18日       |
| 第4話  | 湖の誓い             | 横山彰利 | 所俊克            | 北川正人            | 清水博幸 池田竜也 斎藤大輔 本田創一 小笠原憂 藤田正幸 菊池一真                         | 加藤裕美 反町司 渕脇泰賀 内田利明 橋口翔太郎          | 10月25日       |
| 第5話  | 離ればなれの訓練     | 伊神貴世 | 工藤利春 横山彰利 | 又野弘道            | 小澤円 遠藤省二 重松晋一 輿石暁 斎藤大輔 河村涼子 池田竜也                             | 加藤裕美 反町司 渕脇泰賀 内田利明 橋口翔太郎          | 11月1日        |
| 第6話  | 吸血姫               | 牧野圭祐 | 宮崎なぎさ        | 川口太詩            | 南伸一郎 飯飼一幸 鎌倉宏也 服部一郎                                                    | 加藤裕美 反町司 渕脇泰賀 内田利明 橋口翔太郎          | 11月8日        |
| 第7話  | リコリスの料理ショー | 牧野圭祐 | 須永司            | 新留俊哉            | Kwon Oh sik Lim Kuen soo Chae Gwang Han Jeong Yeon soon                                | 加藤裕美 反町司 内田利明 渕脇泰賀                     | 11月15日       |
| 第8話  | 乙女の祈り           | 砂山蔵澄 | 須永司            | 木村佳嗣            | 宮かなえ 能地清 森悦史 塩澤枢 高橋宏郁                                                 | 加藤裕美 反町司 内田利明 渕脇泰賀 橋口翔太郎          | 11月22日       |
| 第9話  | サングラードの白薔薇 | 伊神貴世 | 所俊克            | 黒瀬大輔            | 小澤円 橋口翔太郎                                                                      | 加藤裕美 反町司 内田利明 渕脇泰賀                     | 11月29日       |
| 第10話 | 冷たい春             | 砂山蔵澄 | 所俊克            | 飯村正之            | 篠原健二 日根野優子                                                                    | 加藤裕美 反町司 内田利明                              | 12月6日        |
| 第11話 | 嘘と真実             | 伊神貴世 | 笹木信作          | 所俊克              | 宮かなえ 能地清 森悦史 高橋宏郁                                                        | 加藤裕美 反町司 内田利明 渕脇泰賀 橋口翔太郎          | 12月13日       |
| 第12話 | 新世界へ             | 牧野圭祐 | 須永司 横山彰利   | 川口太詩 稲村保奈美 | 清水博幸 川添亜希子 後藤麻梨子 斎藤大輔 手島勇人 重松晋一 青木麻梨子 池田竜也 横山彰利 | 加藤裕美 反町司 内田利明 渕脇泰賀 橋口翔太郎 川口太詩 | 12月20日       |

### 放送局
| 放送期間                 | 放送時間                     | 放送局     | 対象地域   | 備考                                       |
| ------------------------ | ---------------------------- | ---------- | ---------- | ------------------------------------------ |
| 2021年10月4日 - 12月20日 | 月曜 1:35 - 2:05（日曜深夜） | テレビ東京 | 関東広域圏 |                                            |
|                          | 月曜 23:00 - 23:30           | BS日テレ   | 日本全域   | 製作参加 / BS放送 / 『アニメにむちゅ〜』枠 |
| 2021年10月5日 - 12月21日 | 火曜 0:00 - 0:30（月曜深夜） | KBS京都    | 京都府     |                                            |
|                          |                              | サンテレビ | 兵庫県     |                                            |
| 2021年10月6日 - 12月22日 | 水曜 21:00 - 21:30           | AT-X       | 日本全域   | CS放送 / 字幕放送 / リピート放送あり       |

| 配信開始日                                                                             | 配信時間                   | 配信サイト |
| -------------------------------------------------------------------------------------- | -------------------------- | --- |
| 2021年10月4日                                                                          | 火曜 1:30（月曜深夜） 更新 | dアニメストア |
| 2021年10月5日                                                                          | 火曜 12:00 更新            | Amazon Prime Video TSUTAYA TV DMM.com ひかりTV ビデオマーケット Rakuten TV GYAO!ストア J:COMオンデマンド TSUTAYA TV TELASA バンダイチャンネル milplus music.jp |
| 2021年10月12日                                                                         | 火曜 0:30（月曜深夜） 更新 | アニメ放題 ABEMA スマートパスプレミアム Hulu U-NEXT |
| 一部サイトでは、原作者書き下ろしによる特典音声ドラマ付きデジタルセル配信が実施される。 |                            | |

### BD
| 巻 | 発売日        | 収録話         | 規格品番  | 規格品番  |
| 巻 | 発売日        | 収録話         | 特装版    | 初回版    |
| -- | ------------- | -------------- | --------- | --------- |
| 上 | 2022年1月26日 | 第1話 - 第6話  | BCXA-1687 | BCXM-1689 |
| 下 | 2022年3月29日 | 第7話 - 第12話 | BCXA-1688 | BCXM-1690 |

### Webラジオ
アーニャ・シモニャン役の木野日菜によるWebラジオ『月とライカと吸血姫 〜アーニャ・シモニャン・ラジオニャン！〜』が、音泉にて2021年9月17日にプレ配信され、同年10月8日から2022年1月14日まで隔週金曜に配信。全8回
　ゲスト
　・第1・6回(9月17日・12月3日) 内山昂輝
　・第2回(10月8日) 牧野圭祐
　・第3回(10月22日) 宝野アリカ
　・第4回(11月5日) 小松未可子
　・第5回(11月19日) 横山彰利
　・第7回(12月17日) 日野聡
　・第8回(2022年1月14日) 林原めぐみ
| テレビ東京 月曜 1:35 - 2:05（日曜深夜） | テレビ東京 月曜 1:35 - 2:05（日曜深夜）               | テレビ東京 月曜 1:35 - 2:05（日曜深夜） |
| 前番組                                  | 番組名                                                | 次番組                                  |
| --------------------------------------- | ----------------------------------------------------- | --------------------------------------- |
| 東京リベンジャーズ ※毎日放送製作        | 月とライカと吸血姫 ※BS日テレ製作 【ここまでアニメ枠】 | 黄金の定食 【ここからバラエティー枠】   |